# Regio's van Ivoorkust
Ivoorkust is onderverdeeld in 12 districten, verder onderverdeeld in 31 regio's, en 2 autonome districten. Binnen de regio's bestaan de  departementen, elk onder leiding van een prefect. Daarnaast zijn er gemeenten. Voorheen, tot 2014, bestonden er negentien regio's (régions). Deze regio's waren verder verdeeld in 58 departementen.
| #  | Regio (oude)       | Hoofdstad    | Kaart                 |
| -- | ------------------ | ------------ | --------------------- |
| 1  | Agnéby             | Agboville    | Regio's van Ivoorkust |
| 2  | Bafing             | Touba        | Regio's van Ivoorkust |
| 3  | Bas-Sassandra      | San-Pédro    | Regio's van Ivoorkust |
| 4  | Denguélé           | Odienné      | Regio's van Ivoorkust |
| 5  | Dix-Huit Montagnes | Man          | Regio's van Ivoorkust |
| 6  | Fromager           | Gagnoa       | Regio's van Ivoorkust |
| 7  | Haut-Sassandra     | Daloa        | Regio's van Ivoorkust |
| 8  | Lacs               | Yamoussoukro | Regio's van Ivoorkust |
| 9  | Lagunes            | Abidjan      | Regio's van Ivoorkust |
| 10 | Marahoué           | Bouaflé      | Regio's van Ivoorkust |
| 11 | Moyen-Cavally      | Guiglo       | Regio's van Ivoorkust |
| 12 | Moyen-Comoé        | Abengourou   | Regio's van Ivoorkust |
| 13 | N'zi-Comoé         | Dimbokro     | Regio's van Ivoorkust |
| 14 | Savanes            | Korhogo      | Regio's van Ivoorkust |
| 15 | Lôh-Djiboua        | Divo         | Regio's van Ivoorkust |
| 16 | Sud-Comoé          | Aboisso      | Regio's van Ivoorkust |
| 17 | Vallée du Bandama  | Bouaké       | Regio's van Ivoorkust |
| 18 | Worodougou         | Séguéla      | Regio's van Ivoorkust |
| 19 | Zanzan             | Bondoukou    | Regio's van Ivoorkust |